# Trizocheles pilgrimi
Trizocheles pilgrimi is een tienpotigensoort uit de familie van de Pylochelidae. De wetenschappelijke naam van de soort is voor het eerst geldig gepubliceerd in 2000 door Forest & McLaughlin.